# Dilophus discretus
Dilophus discretus är en tvåvingeart som beskrevs av Hardy 1982. Dilophus discretus ingår i släktet Dilophus och familjen hårmyggor. Inga underarter finns listade i Catalogue of Life.